# Groove Coverage
Groove Coverage ist eine deutsche Hands-up- und Dance-Pop-Band, die in der Stammformation aus der Münchner Sängerin Melanie „Mell“ Münch, Verena Rehm sowie Markus Schaffarzyk aka DJ Novus aus Landshut besteht. Die Gruppe wurde mit einer Reihe von Coversongs bekannt. Außer in Mittel- und Südosteuropa wird die Band besonders in Asien, speziell in China, gehört. Weltweit verkaufte sie über 13 Millionen Tonträger.

## Bandgeschichte

### Beginn
1999 feierte Axel Konrad als DJ unter dem Namen R.U.F.F. - Beat seine ersten Erfolge und tourte durch deutsche Clubs. Im Laufe der Zeit entstanden die Singles Hit Me und Are U Ready. Kurz darauf lernte Axel Konrad durch den damaligen Produzenten von Lou Bega den Animateur Ole Wierk aus Bremerhaven kennen. Diese stießen kurz darauf auf den DJ Markus Schaffarzyk (DJ Novus), der die Band bei Live-Auftritten unterstützt. Es entstand die Idee, einige Songs mit einer Sängerin aufzunehmen. Nach einem gemeinsamen Abend in einer Karaoke-Bar in Ingolstadt wurden die Produzenten Ende 2001 auf die Sängerin Melanie „Mell“ Münch aufmerksam. Somit entstand die Formation Groove Coverage.
Kurz darauf nahmen die Produzenten Axel Konrad und Ole Wierk mit der damals 20-jährigen Ingolstädterin Melanie Münch einige Songs im Studio auf. Es entstand die dritte Single Moonlight Shadow, eine Coverversion des Mike-Oldfield-Klassikers. Mit dieser gelang der Formation der kommerzielle Durchbruch. Daraufhin nahm Universal Music die Band unter Vertrag. Groove Coverage stiegen am 1. Juli 2002 in die Top 10 der deutschen Singlecharts ein und erlangten in der sechsten Chartwoche Rang drei. Für rund 268.000 verkaufte Tonträger erhielt Groove Coverage eine Goldene Schallplatte verliehen und eine Nominierung beim Echo. Die Single Moonlight Shadow kam in Deutschland, Österreich, der Schweiz, den Niederlanden, Belgien sowie in Australien in die offiziellen Charts.
Fortan war Mell die Stimme der Band. Da sie aber zu dem Zeitpunkt des großen Erfolgs mit ihrem zweiten Kind schwanger war, wurde zunächst das Model Henrika Spillner als bildliche Frontfrau für die Bühne und TV-Auftritte verpflichtet. Diese trat auch im Video zu Moonlight Shadow in Erscheinung. Henrika Spillner war nicht an der Produktion beteiligt. Eingesungen wurde der Song damals nur von Leadsängerin Mell.
Daraufhin wurde die Band auf die damals 18-jährige Verena Rehm aufmerksam, die bis 2003 auf der Bühne stand und in den Musikvideos zu God Is A Girl und The End zu sehen ist. Seit 2002 arbeitet Rehm zudem als Liedtexterin, Produzentin und Zweitstimme für die Band. Lediglich bei den Album-Tracks Rock und Lullaby for Love is Rehm allein zu hören. Frontfrau Mell war erstmals im Musikvideo zur Single Poison zu sehen. Seit Oktober 2003 steht Mell selbst auf der Bühne und löste Verena Rehm ab. Diese zog sich damals bewusst in den Hintergrund zurück.
Gleichzeitig mit der vierten Single God Is a Girl, die u. a. Platz acht der deutschen Charts erreichte, veröffentlichten Groove Coverage Ende November 2002 auch ihr erstes Album CoverGirl, das es auf Platz 39 in Deutschland und auf Platz 43 in Österreich schaffte.
Zum Produzententeam gehören bis heute Axel Konrad, Ole Wierk, Verena Rehm und David Sobol (Betty Blitzkrieg). Von 2002 bis 2006 war auch Lou Bega ein fester Bestandteil des Produzententeams der Band. Er hat seit 2002 an über 13 Titeln für Groove Coverage als Autor mitgewirkt.
Bis heute arbeitet die Band im Studio neben Leadsängerin Mell meist zwei- oder auch dreistimmig. Neben Verena Rehm waren auch schon Melanie Münchs Schwester Jessica oder Songwriter David Sobol als Backing-Vocal zu hören.

### Zweites Album und weitere Erfolge (2003–2004)
Nachdem im März 2003 die fünfte Single The End erschienen war, wurde im November 2003 die sechste Single Poison veröffentlicht, eine Coverversion des Alice-Cooper-Klassikers aus dem Jahre 1989. Die Single hielt sich elf Wochen in den Top-20 der deutschen Single-Charts und erreichte in Österreich Rang drei und in den Niederlanden Rang 51. Mit der Single Poison schafften sie es auch in die Charts Großbritanniens und Irlands, was der Band zu ihrem ersten Charteinstieg in diesen Ländern verhalf. Die Single verkaufte sich weit über 200.000 mal. In Großbritannien erhielt die Band dafür sogar eine silberne Schallplatte verliehen.
Die Genehmigung von Alice Cooper für eine Neuaufnahme des Titels bekam die Band erst nach einem Jahr Wartezeit. Das dazugehörige Musikvideo war damals mit über 90.000 Euro das bisher teuerste der Band und wurde an vier Tagen im Sommer 2003 in der Schweiz von NeonNeon/BeatReabman gedreht. Regie führte Daniel Siegler, der auch schon für Musikvideos von Silbermond und Tokio Hotel verantwortlich war. Im Video liegt Sängerin Mell so in einem mit Wasser gefüllten schwarzen Becken, dass nur ihr Gesicht zu sehen ist. Dies hatte den Hintergrund, die Figur der Sängerin zu verbergen, da diese laut Musikindustrie nicht in die Norm passte. Auch DJ Novus beklagte öffentlich in einem TV-Interview, dass Frontfrau Mell zu dieser Zeit für sämtliche CD-Cover und Pressefotos extrem retuschiert wurde, um dem Idealbild zu entsprechen. Das Video zu Poison wurde zudem in einigen Ländern zensiert, da es laut dem Index Szenen einer mutmaßlichen Köpfung wie im Film Kill Bill enthält.
2004 wurden die dritte Single-Auskopplung und das zugehörige, gleichnamige Album 7 Years and 50 Days veröffentlicht. Der Song schaffte es im April 2004 bis auf Platz 16 der deutschen Singlecharts. Neben Verena Rehm ist auch Jessica Schaffer (Jessy), die Schwester von Sängerin Mell in dem Song als Backing-Vocal zu hören. Im Musikvideo zur Single mimt Sängerin Mell eine TV-Köchin, angelehnt an ihren erlernten Beruf als Köchin bei Audi in Ingolstadt. Geschrieben wurde der Song von Ole Wierk und Lou Bega. Das Album schaffte zeitgleich den Sprung auf Rang 15 der deutschen Albumcharts und stand in Österreich auf Position 12. Die ebenfalls als Single ausgekoppelte Pop-Ballade She ist eine Coverversion des Weihnachtslieds Stern über Bethlehem von Alfred Hans Zoller. Das Lied war auf dem Original-Album 7 Years and 50 Days als ??? (Fragezeichen) gelistet. Es enthielt ursprünglich keinen Text, welcher jedoch für die Special-Edition des Albums hinzugefügt wurde. Als erste veröffentlichte Ballade der Band trat She am 9. August 2004 in die deutschen Charts ein und schaffte abermals einen Top-20-Einstieg in Deutschland wie auch in Österreich.
Auch die fünfte und letzte Singleauskopplung Runaway schaffte es in die Top 20 der deutschen Charts. Im Video zum Song spielt Reporter Kai Ebel eine kleine Rolle. Insgesamt wurden aus dem Album 7 Years and 50 Days fünf Singles als Maxi-CD ausgekoppelt, die allesamt in den Top 20 der deutschen Single-Charts landeten.
Damit ist Groove Coverage der einzige deutsche Dance-Act, der bis dato (2024) insgesamt 5 Singles aus einem Album in den deutschen Top 20 Single-Charts platziert hat.

### 21st Century und Pause (2005–2008)
Im August 2005 erschien die Single Holy Virgin des Albums 21st Century, welches rund 11 Monate später erschien. Dieser Titel ist eine Cover-Version des Titels Fata Morgana der österreichischen Gruppe Erste Allgemeine Verunsicherung aus dem Jahr 1985. Das Musikvideo zeigt Fotomodell Kader Loth in der Hauptrolle. Der Song schaffte es in Österreich auf Platz 12.
Die nächste Single On the Radio, eine Coverversion des Titels Mann im Mond von der Gruppe Die Prinzen aus dem Jahr 1991, erschien Anfang März 2006. Zuvor setzten Groove Coverage ein Zeichen gegen illegalen Download von Musiktiteln und veröffentlichten im Internet den mutmaßlichen Song On the Radio, welcher sich später als Let it Be, aus dem Album 21st Century entpuppte. Das Original des Liedes erreichte in Deutschland Rang 21.
Die elfte Single 21st Century Digital Girl ist ein an 21st Century Digital Boy von Bad Religion angelehntes Remake und schaffte es nur noch auf Rang 41 der Top-100.
Das dritte Album 21st Century erschien zeitgleich mit der Single am 8. Juli 2006. In Deutschland stand das Album auf Rang 39, in Österreich auf der 24. In beiden Charts verabschiedete sich das Album jedoch rasch aus den Hitlisten.
Die Single Because I Love You erschien im November 2007, ebenso wie das erste Greatest-Hits-Album, das neben allen Hitsingles auch zwei neue Tracks sowie exklusive Remixe beinhaltet. Das Album konnte nicht mehr an alte Erfolge anknüpfen und verfehlte den Einstieg in die Deutschen Album-Top-100. Danach folgte eine Veröffentlichungspause von etwa drei Jahren, wobei im Jahr 2008 noch eine Cover-Version des Titels Somewhere Over The Rainbow unter dem Pseudonym Panzer Hawaii erschien. Die Single wurde über die damalige EMI Music Group Limited veröffentlicht. Der Song konnte keine Platzierungen in den Hitlisten verzeichnen.
Nach schwindenden Verkaufszahlen endete die Zusammenarbeit mit ihrer Plattenfirma Universal Music Deutschland Ende 2007.

### Comeback 2010–2015

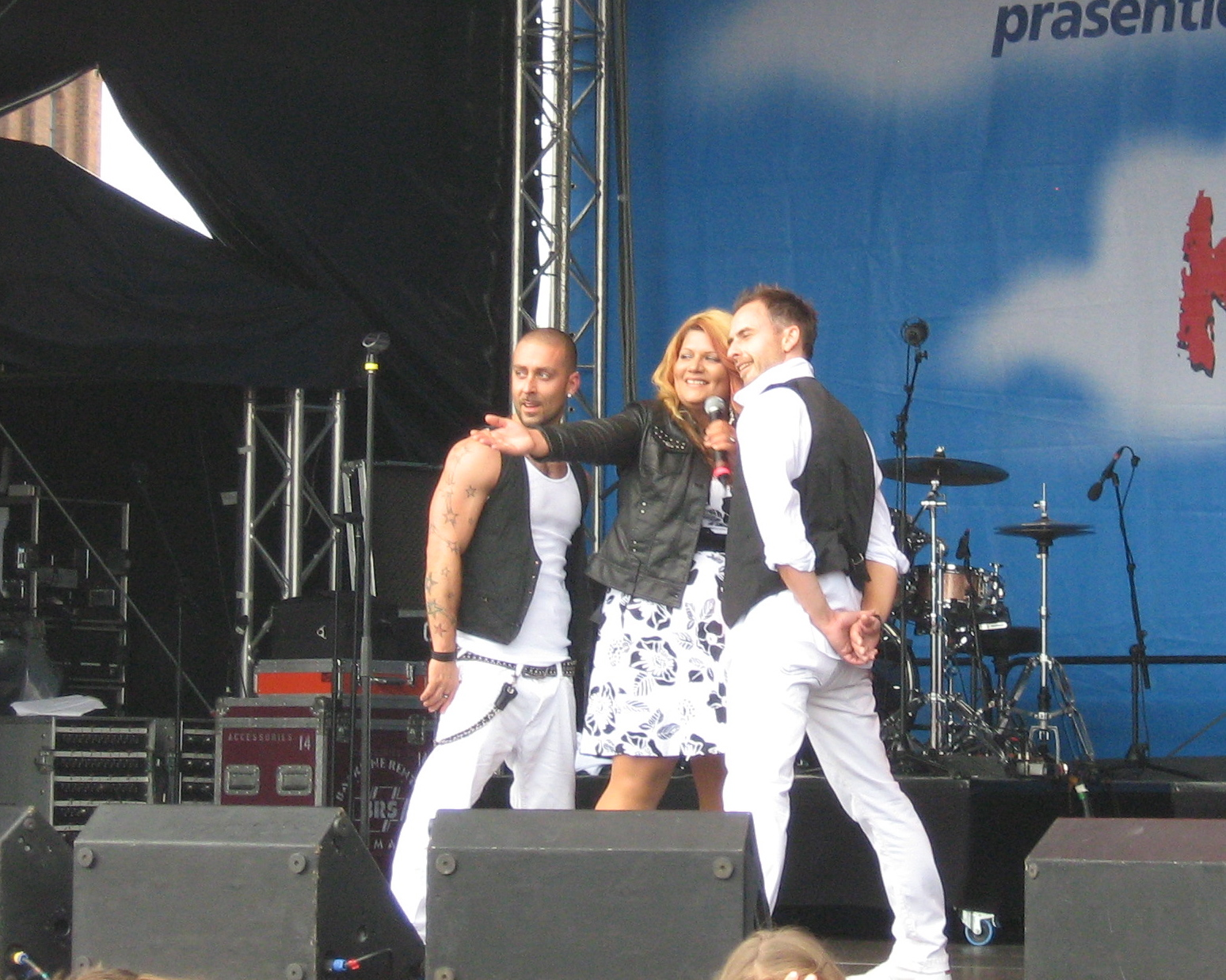
Groove Coverage beim FFN-Kindertag in Bremen. (2011)

Im September 2010 startete die Band nach fast drei Jahren ein Comeback. Dazu wechselte sie zu Sony Music Deutschland/Columbia Dance. Die neue Single Innocent (2010) erreichte Rang 38 der deutschen Musikcharts. Diese ist ein Cover von Mike Oldfield (wie bereits Moonlight Shadow) und Anita Hegerland. 2011 erschien Angeline, ein Cover von Lotosblume, mit welchem Die Flippers bereits in den 1980er Jahren einen Hit landeten. Der Song erlangte in diversen DJ-, Club- und Dance-Charts hohe Platzierungen, sowie in den Musicload-Verkaufscharts Platz eins. In den deutschen Musikcharts landete Angeline auf Platz 22 und war in der Veröffentlichungswoche höchstplatzierter deutscher Titel. Das Lied hielt sich 16 Wochen in den deutschen Charts und konnte auch in Österreich Platz 26 erreichen. 2012 erschien die Single Think About The Way gemeinsam mit dem Rapper Rameez. In den deutschen Charts erreichte die Single Platz 54.
Am 30. März 2012 erschien das vierte Studioalbum mit dem Titel Riot On The Dancefloor über Sony Music. Mells Schwester Jessica Schaffer steuerte dem Album den Song The World Is Mine bei. Dies war nach der Single 7 Years and 50 Days ihre zweite Zusammenarbeit mit der Band. Das neue Album verfehlte den Einstieg in die deutschen Albumcharts.
Am 10. Juni 2012 traten Groove Coverage mit dem Titel Riot On The Dancefloor im ZDF-Fernsehgarten auf. Dieser erschien am 20. Juli 2012 als vierte Singleauskopplung des Albums. Das dazugehörige Musikvideo wurde in Berlin gedreht. Die Single erreichte Platz 91 in Deutschland und Platz 72 in Österreich. Dieser Song ist Stand 2024 der letzte, der sich in offiziellen Musikcharts platzieren konnte.
Am 31. Januar 2014 erschien Tell Me als neue Single der Band, ein Cover des Titels Always on My Mind von Brenda Lee, der vor allem durch die Versionen von Elvis Presley und den Pet Shop Boys populär wurde. Die Band startete einen Neuanfang, indem Groove Coverage von Columbia Dance zum Sublabel Epic bei Sony Music Deutschland wechselten. Zu dieser neuen Single wurde auch die Website der Band überarbeitet. In dem dazugehörigen Musikvideo spielt die Zweitstimme der Band Verena Rehm eine Nebenrolle.
2014 veröffentlichte die Band ihre neue Single Wait, eine Coverversion des Maggie-Reilly-Liedes aus dem Jahr 1992. Die Single erschien ausschließlich als MP3-Download und konnte keine Chartplatzierungen erreichen. Im. Mai 2015 veröffentlichte die Band die Single Million Tears, eine Neuversion des gleichnamigen Titels von ihrem 2002 erschienenen ersten Album CoverGirl. Geschrieben und produziert wurde der Titel damals von Axel Konrad, Ole Wierk und Tobias Lammer. Die Single erschien bei Suprime Music ausschließlich als MP3-Download und beinhaltet neben der Main Version und der Extended Version drei weitere Remixe. Million Tears ist die erste Single der Band, für die kein Musikvideo gedreht wurde. Am gleichen Tag erschien der Sampler Future Trance 72 bei Polystar/Universal, auf dem der Song im Age Pee Remix (ein Pseudonym von Axel Konrad) vertreten ist. Zudem befinden sich auf der von DJ Novus gemixten dritten CD des Samplers neue Remixe von Runaway und 7 Years & 50 Days. Ebenfalls am selben Tag gab die Band auf Facebook bekannt, dass vorerst kein neues Album geplant sei.

### Millennium-Worldtour & weitere Veröffentlichungen

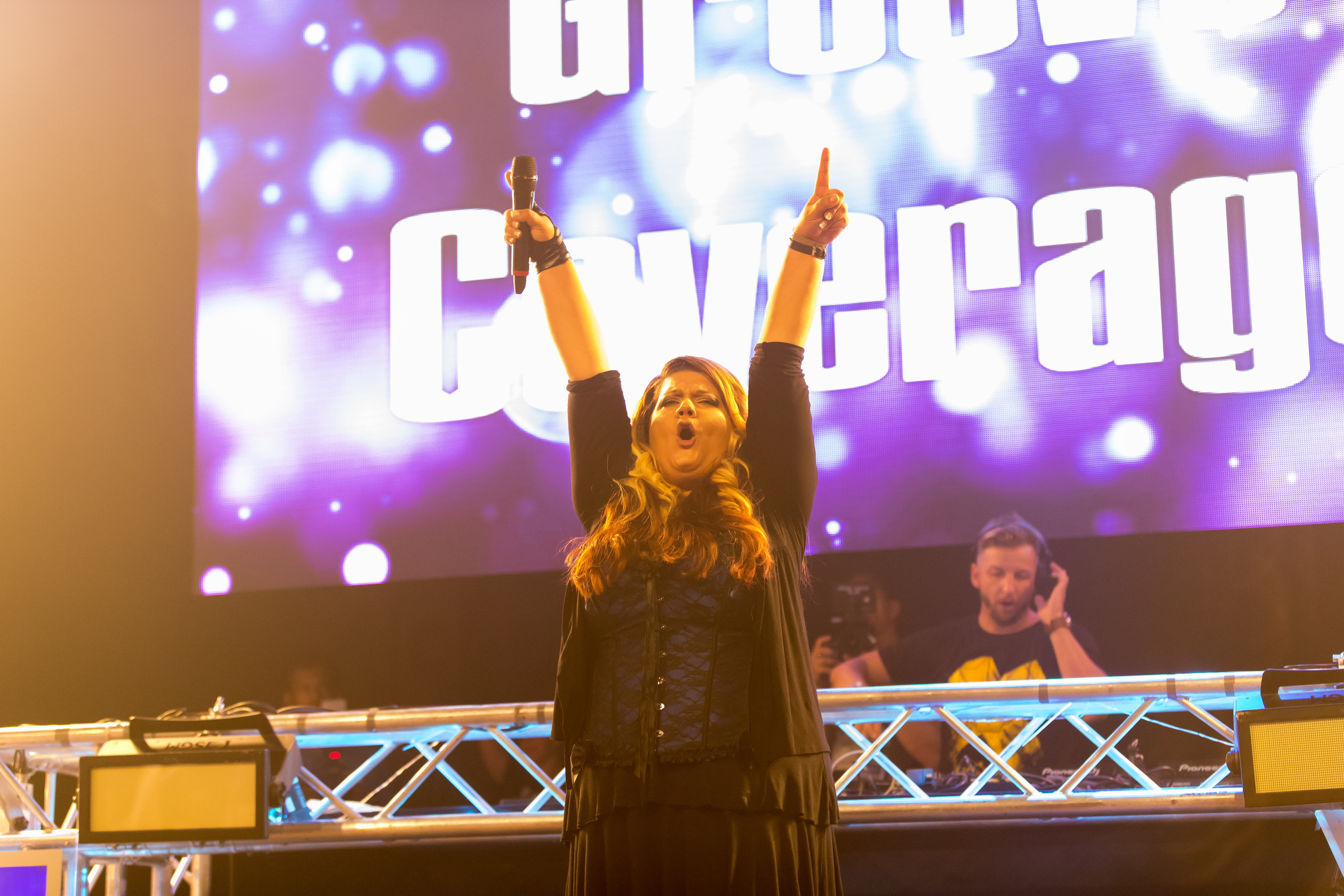
Groove Coverage in Mannheim bei Sunshine Live – Die 2000er Live on Stage (2016)

Ab Januar 2016 befand sich die Band mit ihren größten Hits auf der ursprünglich nur für 6 Monate geplanten Millennium-Worldtour und spielten in Clubs, auf Open-Air-Konzerten und traten in TV-Aufzeichnungen auf. Dabei traten entweder DJ Novus alleine mit einem DJ-Set, Mell als Live-Act oder beide zusammen auf. Die Tournee umfasste über 64 Auftritte in Deutschland, Österreich, Polen, Schweiz, Ungarn, Finnland, Australien und China.
2017 veröffentlichte die Band das Video zur neuen Single Wake Up, dessen Melodie ein Cover des Songs Viva Forever der Spice Girls ist. 2018 wurde in Zusammenarbeit mit dem niederländischen DJ-Duo W&W ein Remake der Single God is a Girl über Armada Music / Kontor Records veröffentlicht. Der Song stieg auf Platz 43 der deutschen Dance-Charts ein und kletterte dort in der Folgewoche auf Platz 27.
2018 wurde von Sony Music Germany der Vertrag mit Groove Coverage beendet.

Groove Coverage beim Easter Rave 2019 in der Turbinenhalle Oberhausen

Beim 10-jährigen Jubiläum des Easter Rave am 21. April 2019 in der Turbinenhalle in Oberhausen waren Groove Coverage einer der Headliner der Dance-Area. Die Sängerin Mell und DJ Novus traten zusammen mit ihrer 45-minütigen Live-Act-Show auf, bei der größtenteils eigene Hits und Remixe dieser gespielt wurden.
Aufgrund der Covid-19-Pandemie wurde die Millennium-Worldtour ab dem 18. März 2020 bis auf weiteres unterbrochen. Am 5. September 2020 gaben Mell & Novus ihr einziges Livekonzert bei den Ingolstädtern Picknick-Nächten, welches unter strengen Hygiene-Vorschriften im Freibad Ingolstadt stattfand.
Zu ihrem 20-jährigen Jubiläum wurde 2021 die Single Higher Energy veröffentlicht. In der deutschen DJ-Playlist stieg der Song am 15. November 2021 auf Platz 35 ein. 2022 veröffentlichte die Band die Single Monsters in my head. Geschrieben wurde der Song von Axel Konrad, Ole Wierk & David Sobol (Betty Blitzkrieg). Sobol hat neben vielen Albumtracks unter anderem auch an dem Song Angeline der Band mitgewirkt. Zudem wurden zwei, weitere offizielle Remixe zu dem Song veröffentlicht. 
Im selben Jahr wurde die neue Single The Truth veröffentlicht, ein Hardstyle-Remix des Album-Tracks Million Tears aus dem Jahr 2002. Diese wurde bereits 2015 als Neuversion veröffentlicht. Das dazugehörige Video ist ein Mashup aus Szenen der Millennium-Worldtour der Band sowie Teilaufnahmen von Sängerin Mell aus dem Musikvideo zur Single Poison.
2023 veröffentlichte die Band die Single In My Eyes. Produziert und geschrieben wurde der Song von Axel Konrad und Ole Wierk. Wie bereits bei den letzten beiden Singles The Truth und Monsters In My Head veröffentlichte die Band den Song mithilfe der unabhängigen Musikvertriebsplattform iGroove. Zusammen mit DJane Housekat wurde die Single No Control veröffentlicht.
2023 veröffentlichte der französische EDM-Produzent Sound of Legend in Zusammenarbeit mit DJane Housekat & Groove Coverage ein Remake des Titels God is a Girl. Zum Remake wurde ein Lyric-Video im Miami-Style veröffentlicht. Im Jahr 2018 wurde ebenfalls ein Remake des Songs vom niederländischen DJ-Duo W&W veröffentlicht.
Am 5. Januar 2024 veröffentlichte AXMO, ein deutsches DJ- und Produzenten-Duo aus Hamburg in Zusammenarbeit mit Groove Coverage und dem japanischen DJ AKI-HIRO eine neu auferlegte Version des Titels Poison. Der Song wurde über W&Ws Label Rave Culture veröffentlicht. Das Duo arbeitete bereits 2018 mit Groove Coverage für ein Remake des Songs God is a Girl zusammen. Das Musikvideo zur Neuauflage wurde von der niederländischen Agentur The Raplay Group konzipiert und umgesetzt. Diese arbeitete unter anderen schon mit Afrojack, Armin van Buuren und Tiesto zusammen.
Am 26. Januar 2024 veröffentlichte DJane Housekat in Zusammenarbeit mit Groove Coverage eine Coverversion des Titels Girl I'm Gonna Miss You des gleichnamigen Songs der Gruppe Milli Vanilli aus dem Jahr 1989. In der neu auferlegten Version sind Verena Rehm, und Frontfrau Mell zu hören. Beide Sängerinnen waren an der Produktion beteiligt. Der Song ist dem am 23. Januar 2024 verstorbenen Hitproduzenten Frank Farian gewidmet. Veröffentlicht wurde der Song durch Suprime:Records.

## Diskografie
Studioalben

| Jahr | Titel                  | Höchstplatzierung, Gesamtwochen, AuszeichnungChartplatzierungen (Jahr, Titel, Platzierungen, Wochen, Auszeichnungen, Anmerkungen) | Höchstplatzierung, Gesamtwochen, AuszeichnungChartplatzierungen (Jahr, Titel, Platzierungen, Wochen, Auszeichnungen, Anmerkungen) | Höchstplatzierung, Gesamtwochen, AuszeichnungChartplatzierungen (Jahr, Titel, Platzierungen, Wochen, Auszeichnungen, Anmerkungen) | Höchstplatzierung, Gesamtwochen, AuszeichnungChartplatzierungen (Jahr, Titel, Platzierungen, Wochen, Auszeichnungen, Anmerkungen) | Anmerkungen                             |
| Jahr | Titel                  | DE | AT | CH | UK | Anmerkungen                             |
| ---- | ---------------------- | --- | --- | --- | --- | --------------------------------------- |
| 2002 | CoverGirl              | DE39 (8 Wo.)DE | AT43 (8 Wo.)AT | — | — | Erstveröffentlichung: 25. November 2002 |
| 2004 | 7 Years and 50 Days    | DE15 (11 Wo.)DE | AT12 (10 Wo.)AT | — | — | Erstveröffentlichung: 29. März 2004     |
| 2006 | 21st Century           | DE39 (2 Wo.)DE | AT24 (4 Wo.)AT | — | — | Erstveröffentlichung: 7. Juli 2006      |
| 2012 | Riot on the Dancefloor | — | — | — | — | Erstveröffentlichung: 30. März 2012     |

## Auszeichnungen
- Dance Music Award
  - 2003: in der Kategorie „Erfolgreichster Dance Act National“
- Radio Galaxy Award
  - 2002: in der Kategorie „Newcomerpreis“